# Chrysopa tortolana
Chrysopa tortolana is een insect uit de familie van de gaasvliegen (Chrysopidae), die tot de orde netvleugeligen (Neuroptera) behoort. 
Chrysopa tortolana is voor het eerst wetenschappelijk beschreven door Banks in 1949.